# Пасхина, Александра Леонидовна
Александра Леонидовна Пасхина (род. 14 августа 1971) — российская легкоатлетка, специалистка по барьерному бегу. Выступала на профессиональном уровне в 1994—1998 годах, чемпионка России в беге на 60 метров с барьерами, победительница и призёрка первенств всероссийского значения, участница чемпионата мира в помещении в Барселоне. Представляла Москву.

## Биография
Александра Пасхина родилась 14 августа 1971 года.
Впервые заявила о себе в сезоне 1994 года, когда на зимнем чемпионате России в Липецке выиграла бронзовую медаль в беге на 60 метров с барьерами. Позднее в беге на 100 метров с барьерами стала четвёртой на международном турнире ISTAF в Берлине.
В 1995 году на зимнем чемпионате России в Волгограде превзошла всех соперниц в 60-метровом барьерном беге и завоевала золотую награду. Попав в основной состав российской сборной, удостоилась права защищать честь страны на чемпионате мира в помещении в Барселоне, где в той же дисциплине дошла до стадии полуфиналов. Летом на Мемориале Адриана Паулена в Хенгело выиграла серебряную медаль и установила свой личный рекорд в 100-метровом барьерном беге — 13,48.
В 1996 году в беге на 60 метров с барьерами взяла бронзу на Мемориале Дьячкова в Москве, стартовала на международном турнире «Русская зима» в Москве. В беге на 100 метров с барьерами получила серебро на соревнованиях в Сочи, принимала участие в соревнованиях в Дуйсбурге и Загребе.
В 1997 году в барьерном беге на 60 метров была второй на турнирах в Станге и Москве, заняла четвёртое место на турнире в Будапеште.
В 1998 году отметилась выступлением на чемпионате России в Москве и по окончании сезона завершила спортивную карьеру.